# علی باکری
علی باکری (۱۳۲۲ – ۳۰ فروردین ۱۳۵۱) از اعضاء مرکزی سازمان مجاهدین خلق ایران بود که پس از دستگیری توسط ساواک، در دادگاه نظامی به اتهام «خرابکاری و برهم زدن امنیت کشور» اعدام شد.
وی برادر مهدی باکری و حمید باکری، از فرماندهان سپاه پاسداران انقلاب اسلامی در جنگ ایران و عراق، بود.

## زندگی
علی باکری در سال ۱۳۴۱ خورشیدی در رشته مهندسی شیمی دانشکده فنی دانشگاه تهران شروع به تحصیل کرد. وی از ابتدای دوره دانشگاه تحت تأثیر جریاناتی چون جبهه ملی دوم و نهضت آزادی بود و همان زمان در جریان رخداد ۱۵ خرداد بسیار تحت تأثیر قرار گرفت. وی با داشتن پیش‌زمینه مذهبی به مطالعه آثار افرادی چون مهندس بازرگان روی آورد.
در سالهای دوم و سوم تحصیلش به نهضت آزادی گرایش پیدا کرد. در سال ۱۳۴۴ با معرفی ناصر صادق در کلاس‌های مطالعاتی مجاهدین خلق که توسط سعید محسن اداره می‌شد حضور یافت و اینگونه ارتباطش با مجاهدین آغاز شد. علی در سازمان با نام سازمانی بهروز شناخته شده بود. در سال ۱۳۴۵ با رتبه ۱ از دانشگاه فارغ‌التحصیل شد و بلافاصله پس از آن به تدریس در دانشگاه پرداخت. در سال ۱۳۴۸ به عنوان اولین فرد پس از هیئت مؤسس و بدیع زادگان، وارد کادر مرکزی سازمان مجاهدین خلق شد. در سال ۱۳۴۹ از تدریس در دانشگاه استعفاء داد و به بهانه ادامه تحصیل به بیروت رفت. در آنجا در مورد آموزش‌های نظامی اعضای سازمان با مسئولان سازمان فتح مذاکراتی انجام داد. در اواخر ۱۳۴۹ جهت شناسایی گروه‌های مبارز خارج از کشور به فرانسه رفت و اوایل ۱۳۵۰ به بیروت بازگشت. پس از تهیه مقادیری اسلحه و مهمات در تیر ۱۳۵۰ همراه با محموله قاچاق به ایران بازگشت. اطلاعات اکتسابی وی در جریان سفر در اختیار سازمان قرار داده شد. در این زمان وی سرپرستی گروه شیمی سازمان مجاهدین را عهده‌دار بود.

## دستگیری و اعدام
علی باکری در شهریور ۱۳۵۰ همزمان با موج دستگیری‌های اعضای سازمان توسط ساواک دستگیر شد. پس از بازجوئی، در دادگاه نظامی به اعدام محکوم شد و در ۳۰ فروردین ۱۳۵۱ تیرباران شد.